# Armada de Bangladesh
La Armada de Bangladés (en bengalí: বাংলাদেশ নৌবাহিনী, romanizado: Bānlādēśa naubāhinī) es la rama de guerra naval de las Fuerzas Armadas de Bangladés, responsable de los 118.813 kilómetros cuadrados (45.874 millas cuadradas) de área territorial marítima de Bangladesh y de la defensa de puertos importantes, bases militares y zonas económicas.
La función principal de la Armada de Bangladés es proteger los intereses económicos y militares del país en el país y en el extranjero. La marina de Bangladesh también es una fuerza de primera línea de gestión de desastres en Bangladesh y participa en misiones humanitarias en el extranjero. Es un actor regional clave en los esfuerzos antiterroristas y participa en el mantenimiento de la paz global con las Naciones Unidas.